# Gran Premi d'Hongria del 2017

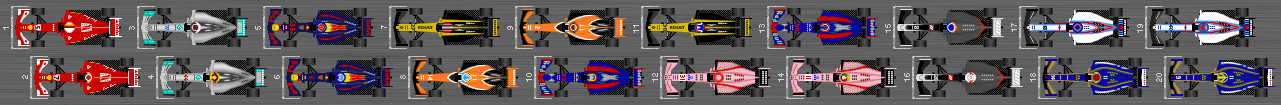
Graella se sortida.

El Gran Premi d'Hongria de Fórmula 1 de 2017 serà l'onzena carrera de la temporada 2017. Tindrà lloc del 28 al 30 de juliol en el Circuit d'Hungaroring, a Budapest. Lewis Hamilton va ser el vencedor de l'edició anterior, seguit per Nico Rosberg i Daniel Ricciardo. Els pilots que estaran en actiu que han guanyat a Hongria són Lewis Hamilton, Sebastian Vettel, Daniel Ricciardo, Kimi Räikkönen i Fernando Alonso.

## Entrenaments lliures

### Primers lliures
Resultats
| Pos. | Nº | Pilot            | Equip/Motor          | Millor temps | Diferència | Compost | Voltes |
| ---- | -- | ---------------- | -------------------- | ------------ | ---------- | ------- | ------ |
| 1    | 3  | Daniel Ricciardo | Red Bull - TAG Heuer | 1:18.486     | —          | SS      | 31     |
| 2    | 7  | Kimi Räikkönen   | Ferrari              | 1:18.720     | +0.234     | SS      | 20     |
| 3    | 44 | Lewis Hamilton   | Mercedes AMG         | 1:18.858     | +0.372     | SS      | 31     |
| 4    | 33 | Max Verstappen   | Red Bull - TAG Heuer | 1:19.162     | +0.676     | SS      | 27     |
| 5    | 77 | Valtteri Bottas  | Mercedes AMG         | 1:19.248     | +0.762     | SS      | 30     |

### Segons lliures
Resultats
| Pos. | Nº | Pilot            | Equip/Motor          | Millor temps | Diferència | Compost | Voltes |
| ---- | -- | ---------------- | -------------------- | ------------ | ---------- | ------- | ------ |
| 1    | 3  | Daniel Ricciardo | Red Bull - TAG Heuer | 1:18.455     | —          | SS      | 32     |
| 2    | 5  | Sebastian Vettel | Ferrari              | 1:18.638     | +0.183     | SS      | 28     |
| 3    | 77 | Valtteri Bottas  | Mercedes AMG         | 1:18.656     | +0.201     | SS      | 33     |
| 4    | 7  | Kimi Räikkönen   | Ferrari              | 1:18.755     | +0.300     | SS      | 28     |
| 5    | 44 | Lewis Hamilton   | Mercedes AMG         | 1:18.779     | 0.324      | SS      | 31     |

### Tercers lliures
Resultats
| Pos. | Nº | Pilot            | Equip/Motor          | Millor temps | Diferència | Compost | Voltes |
| ---- | -- | ---------------- | -------------------- | ------------ | ---------- | ------- | ------ |
| 1    | 5  | Sebastian Vettel | Ferrari              | 1:17.017     | —          | SS      | 17     |
| 2    | 7  | Kimi Räikkönen   | Ferrari              | 1:17.492     | +0.475     | SS      | 16     |
| 3    | 77 | Valtteri Bottas  | Mercedes AMG         | 1:17.914     | +0.897     | SS      | 15     |
| 4    | 33 | Max Verstappen   | Red Bull - TAG Heuer | 1:18.194     | +1.177     | SS      | 25     |
| 5    | 44 | Lewis Hamilton   | Mercedes AMG         | 1:18.434     | +1.417     | SS      | 14     |

## Classificació
Resultats
| Pos. | Nº | Pilot             | Equip-motor             | Part 1   | Part 2   | Part 3   | Graella |
| ---- | -- | ----------------- | ----------------------- | -------- | -------- | -------- | ------- |
| 1    | 5  | Sebastian Vettel  | Ferrari                 | 1:17.244 | 1:16.802 | 1:16.276 | 1       |
| 2    | 7  | Kimi Räikkönen    | Ferrari                 | 1:17.364 | 1:17.207 | 1:16.444 | 2       |
| 3    | 77 | Valtteri Bottas   | Mercedes AMG            | 1:18.058 | 1:17.362 | 1:16.530 | 3       |
| 4    | 44 | Lewis Hamilton    | Mercedes AMG            | 1:17.492 | 1:16.693 | 1:16.707 | 4       |
| 5    | 33 | Max Verstappen    | Red Bull - TAG Heuer    | 1:17.266 | 1:17.028 | 1:16.797 | 5       |
| 6    | 3  | Daniel Ricciardo  | Red Bull - TAG Heuer    | 1:17.702 | 1:17.698 | 1:16.818 | 6       |
| 7    | 27 | Nico Hülkenberg   | Renault                 | 1:18.137 | 1:17.655 | 1:17.468 | 12      |
| 8    | 14 | Fernando Alonso   | McLaren F1 Team         | 1:18.395 | 1:17.919 | 1:17.549 | 7       |
| 9    | 2  | Stoffel Vandoorne | McLaren F1 Team         | 1:18.479 | 1:18.000 | 1:17.894 | 8       |
| 10   | 55 | Carlos Sainz      | Scuderia Toro Rosso     | 1:18.948 | 1:18.311 | 1:18.912 | 9       |
| 11   | 30 | Jolyon Palmer     | Renault                 | 1:18.699 | 1:18.415 |          | 10      |
| 12   | 31 | Esteban Ocon      | Force India             | 1:18.843 | 1:18.495 |          | 11      |
| 13   | 26 | Daniil Kvyat      | Scuderia Toro Rosso     | 1:18.702 | 1:18.538 |          | 16      |
| 14   | 11 | Sergio Pérez      | Force India             | 1:19.095 | 1:18.639 |          | 13      |
| 15   | 8  | Romain Grosjean   | Haas F1 Team            | 1:19.085 | 1:18.771 |          | 14      |
| 16   | 20 | Kevin Magnussen   | Haas F1 Team            | 1:19.095 |          |          | 15      |
| 17   | 18 | Lance Stroll      | Williams Martini Racing | 1:19.102 |          |          | 17      |
| 18   | 94 | Pascal Wehrlein   | Sauber F1 Team          | 1:19.839 |          |          | 18      |
| 19   | 40 | Paul di Resta     | Williams Martini Racing | 1:19.868 |          |          | 19      |
| 20   | 9  | Marcus Ericsson   | Sauber F1 Team          | 1:19.972 |          |          | 20      |

## Carrera
Resultats
| Pos. | Nº | Pilot             | Equip-motor             | Voltes | Temps/Retirat      | Graella | Punts |
| ---- | -- | ----------------- | ----------------------- | ------ | ------------------ | ------- | ----- |
| 1    | 5  | Sebastian Vettel  | Ferrari                 | 70     | 1:40:30.115        | 1       | 25    |
| 2    | 7  | Kimi Räikkönen    | Ferrari                 | 70     | +0.908             | 2       | 18    |
| 3    | 77 | Valtteri Bottas   | Mercedes AMG            | 70     | +12.462            | 3       | 15    |
| 4    | 44 | Lewis Hamilton    | Mercedes AMG            | 70     | +12.885            | 4       | 12    |
| 5    | 33 | Max Verstappen    | Red Bull - TAG Heuer    | 70     | +13.276            | 5       | 10    |
| 6    | 14 | Fernando Alonso   | McLaren F1 Team         | 70     | 1:11.233           | 7       | 8     |
| 7    | 55 | Carlos Sainz      | Scuderia Toro Rosso     | 69     | +1 volta           | 9       | 6     |
| 8    | 11 | Sergio Pérez      | Force India             | 69     | +1 volta           | 13      | 4     |
| 9    | 31 | Esteban Ocon      | Force India             | 69     | +1 volta           | 11      | 2     |
| 10   | 2  | Stoffel Vandoorne | McLaren F1 Team         | 69     | +1 volta           | 8       | 1     |
| 11   | 26 | Daniil Kvyat      | Scuderia Toro Rosso     | 69     | +1 volta           | 16      |       |
| 12   | 30 | Jolyon Palmer     | Renault                 | 69     | +1 volta           | 10      |       |
| 13   | 20 | Kevin Magnussen   | Haas F1 Team            | 69     | +1 volta           | 15      |       |
| 14   | 18 | Lance Stroll      | Williams Martini Racing | 69     | +1 volta           | 17      |       |
| 15   | 94 | Pascal Wehrlein   | Sauber F1 Team          | 68     | +2 voltes          | 18      |       |
| 16   | 9  | Marcus Ericsson   | Sauber F1 Team          | 68     | +2 voltes          | 20      |       |
| 17   | 27 | Nico Hülkenberg   | Renault                 | 67     | +3 voltes          | 12      |       |
| Ret  | 40 | Paul di Resta     | Williams Martini Racing | 60     | Problemes mecànics | 19      |       |
| Ret  | 8  | Romain Grosjean   | Haas F1 Team            | 20     | Pneumàtics         | 14      |       |
| Ret  | 3  | Daniel Ricciardo  | Red Bull - TAG Heuer    | 0      | Xoc                | 6       |       |

## Classificacions després de la carrera
| Pos. | Pilot            | Punts | Canvis de posició |
| ---- | ---------------- | ----- | ----------------- |
| 1    | Sebastian Vettel | 202   | =                 |
| 2    | Lewis Hamilton   | 188   | =                 |
| 3    | Valtteri Bottas  | 169   | =                 |
| 4    | Daniel Ricciardo | 117   | =                 |
| 5    | Kimi Räikkönen   | 116   | =                 |

| Pos. | Constructor             | Punts | Canvis de posició |
| ---- | ----------------------- | ----- | ----------------- |
| 1    | Mercedes AMG            | 357   | =                 |
| 2    | Ferrari                 | 318   | =                 |
| 3    | Red Bull - TAG Heuer    | 184   | =                 |
| 4    | Force India             | 101   | =                 |
| 5    | Williams Martini Racing | 41    | =                 |